# Juicy J

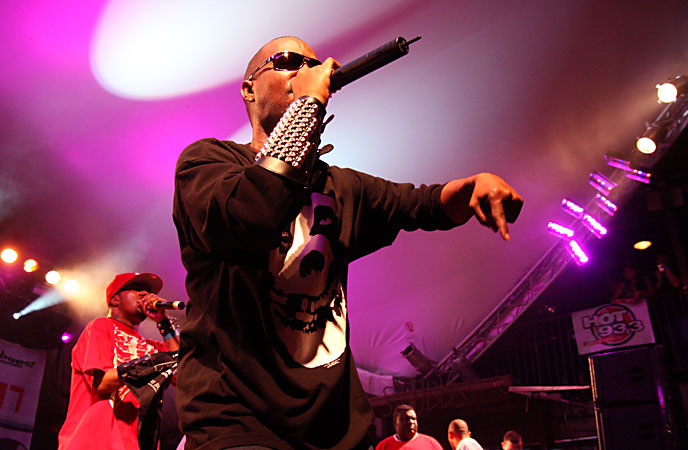
Juicy J (vorne) bei einem Auftritt mit seinem Three-6-Mafia-Partner DJ Paul

Juicy J (* 5. April 1975 in Memphis, Tennessee; eigentlich Jordan Michael Houston) ist ein US-amerikanischer Rapper und Musikproduzent. Er ist der Bruder des Rappers Project Pat.

## Karriere

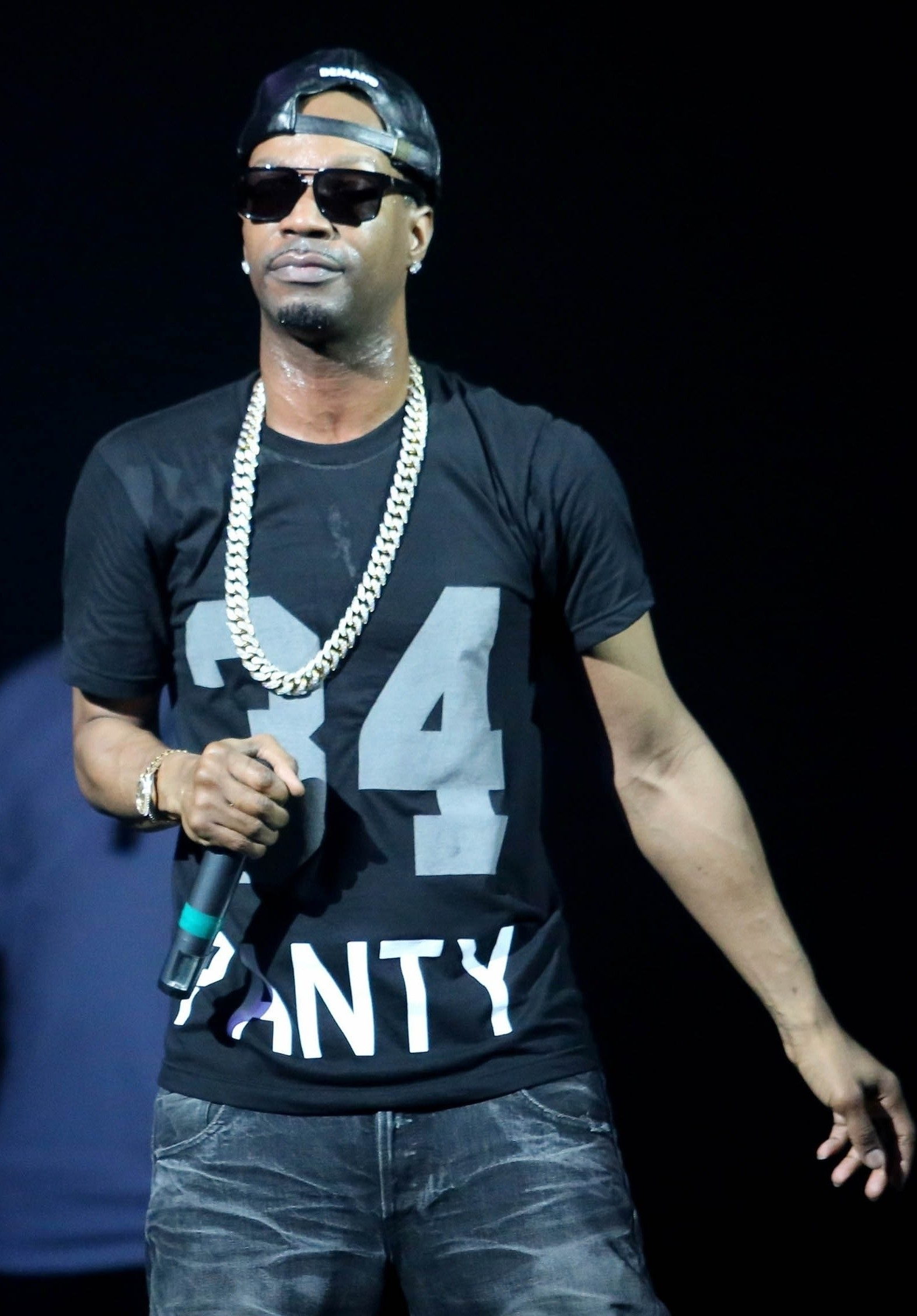
Juicy J (2014)

Juicy J und DJ Paul waren als DJs in Memphis tätig und begannen Anfang der 1990er zusammenzuarbeiten. Sie starteten 1991 als Triple 6 Mafia und nannten sich später Three 6 Mafia: Es entstand eine Hip-Hop-Crew, die dem Rap aus dem Süden der Vereinigten Staaten zum Durchbruch verhalf. Als Produzent und Rapper war Juicy J an zahlreichen Alben der Crew und ihrer Mitglieder beteiligt. Um 2000 hatten sie ihren Durchbruch in den amerikanischen Charts.
Im Jahr 2001 unternahm Juicy J erstmals einen Ausflug ins Filmgeschäft und nahm in Direktproduktion den Film Choices auf, an dem die meisten Crewmitglieder beteiligt waren. Im Jahr darauf veröffentlichte er dann sein erstes Soloalbum. Chronicles of the Juice Man wurde ein Achtungserfolg und kam in die Top 20 der R&B-Charts. 
In den folgenden Jahren war Juicy J wieder mit Three 6 Mafia erfolgreich. Daneben schrieb er zusammen mit DJ Paul den Song It’s Hard out Here for a Pimp für den Film Hustle & Flow. Darin geht es um einen Rapper in Memphis, der mit diesem Lied seinen Durchbruch schafft. Das Lied wurde bei der Oscarverleihung 2006 als bester Filmsong ausgezeichnet. Es war der erste Hip-Hop-Song, der bei einer Verleihungsveranstaltung aufgeführt wurde.
2009 startete Juicy J seinen zweiten Soloanlauf und verließ 2010 Three 6 Mafia. Mit dem Album Hustle Till I Die blieb er jedoch bei dem Erfolg des Vorgängeralbums stehen. Erst ein Labelwechsel brachte ihn in den folgenden Jahren vorwärts: Er schloss sich der Taylor Gang von Wiz Khalifa an. Mit Bandz a Make Her Dance, bei dem er von Lil Wayne und 2 Chainz unterstützt wurde, hatte er 2012 seinen ersten Singlehit und kam damit bis auf Platz 29. Für die nächste Albumveröffentlichung unterschrieb er bei Columbia Records. Es folgten zwei weitere Chartsingles, bevor im Spätsommer 2013 sein drittes Album Stay Trippy erschien. Dank der vorherigen Erfolge stieg das Album auf Platz 4 der US-Charts ein und erreichte Platz 1 bei den Rap-Alben. 
Danach wirkte er bei Singles mit, an denen auch Popgrößen wie Miley Cyrus und Justin Bieber beteiligt waren. Seinen größten Hit hatte er Anfang 2014 bei einer Zusammenarbeit mit Katy Perry. Deren Single Dark Horse erreichte Platz 1 der US-Charts und war darüber hinaus ein internationaler Hit.

## Diskografie

### Studioalben
| Jahr | Titel                       | Höchstplatzierung, Gesamtwochen, AuszeichnungChartsChartplatzierungen (Jahr, Titel, Platzierungen, Wochen, Auszeichnungen, Anmerkungen) | Anmerkungen                             |
| Jahr | Titel                       | US | Anmerkungen                             |
| ---- | --------------------------- | --- | --------------------------------------- |
| 2002 | Chronicles of the Juice Man | US93 (4 Wo.)US | Erstveröffentlichung: 2. Juli 2002      |
| 2009 | Hustle Till I Die           | US106 (2 Wo.)US | Erstveröffentlichung: 16. Juni 2009     |
| 2013 | Stay Trippy                 | US4 (26 Wo.)US | Erstveröffentlichung: 27. August 2013   |
| 2017 | Rubba Band Business         | US191 (1 Wo.)US | Erstveröffentlichung: 8. Dezember 2017  |
| 2020 | The Hustle Continues        | US68 (1 Wo.)US | Erstveröffentlichung: 27. November 2020 |

### Singles als Leadmusiker
| Jahr | Titel Album                                         | Höchstplatzierung, Gesamtwochen, AuszeichnungChartsChartplatzierungen (Jahr, Titel, Album, Platzierungen, Wochen, Auszeichnungen, Anmerkungen) | Anmerkungen                                                                                   |
| Jahr | Titel Album                                         | US | Anmerkungen                                                                                   |
| ---- | --------------------------------------------------- | --- | --------------------------------------------------------------------------------------------- |
| 2012 | Bandz a Make Her Dance Stay Trippy                  | US29 Platin · (20 Wo.)US | Erstveröffentlichung: 11. September 2012 feat. Lil Wayne & 2 Chainz                           |
| 2013 | Show Out Stay Trippy                                | US75 (8 Wo.)US | Erstveröffentlichung: 25. Januar 2013 feat. Big Sean & Jeezy                                  |
| 2013 | Bounce It Stay Trippy                               | US74 Gold · (19 Wo.)US | Erstveröffentlichung: 25. Juni 2013 feat. Wale & Trey Songz                                   |
| 2014 | Shell Shocked Teenage Mutant Ninja Turtles (O.S.T.) | US84 Platin · (2 Wo.)US | Erstveröffentlichung: 22. Juli 2014 mit Wiz Khalifa, Ty Dolla Sign, Kill the Noise & Madsonik |

### Singles als Gastmusiker
| Jahr | Titel Album                                 | Höchstplatzierung, Gesamtwochen, AuszeichnungChartplatzierungen (Jahr, Titel, Album, Platzierungen, Wochen, Auszeichnungen, Anmerkungen) | Höchstplatzierung, Gesamtwochen, AuszeichnungChartplatzierungen (Jahr, Titel, Album, Platzierungen, Wochen, Auszeichnungen, Anmerkungen) | Höchstplatzierung, Gesamtwochen, AuszeichnungChartplatzierungen (Jahr, Titel, Album, Platzierungen, Wochen, Auszeichnungen, Anmerkungen) | Höchstplatzierung, Gesamtwochen, AuszeichnungChartplatzierungen (Jahr, Titel, Album, Platzierungen, Wochen, Auszeichnungen, Anmerkungen) | Höchstplatzierung, Gesamtwochen, AuszeichnungChartplatzierungen (Jahr, Titel, Album, Platzierungen, Wochen, Auszeichnungen, Anmerkungen) | Anmerkungen                                                                                         |
| Jahr | Titel Album                                 | DE | AT | CH | UK | US | Anmerkungen                                                                                         |
| --- | ------------------------------------------- | --- | --- | --- | --- | --- | --------------------------------------------------------------------------------------------------- |
| 2013 | We Still in This Bitch Fuck ’Em We Ball     | — | — | — | — | US64 Platin · (20 Wo.)US | Erstveröffentlichung: 8. Januar 2013 B.o.B feat. Juicy J & T.I.                                     |
| 2013 | 23 Est. in 1989 Pt. 3 (The Album)           | DE— GoldDE | — | — | UK85 Silber · (3 Wo.)UK | US11 ×4Vierfachplatin · (23 Wo.)US | Erstveröffentlichung: 10. September 2013 Mike Will Made It feat. Juicy J, Miley Cyrus & Wiz Khalifa |
| 2013 | Lolly –                                     | — | — | — | UK56 (2 Wo.)UK | US19 (3 Wo.)US | Erstveröffentlichung: 17. September 2013 Maejor Ali feat. Juicy J & Justin Bieber                   |
| 2013 | Dark Horse Prism                            | DE6 ×3Dreifachgold · (50 Wo.)DE | AT2 ×2Doppelplatin · (34 Wo.)AT | CH4 (42 Wo.)CH | UK4 ×3Dreifachplatin · (48 Wo.)UK | US1 Diamant + Platin · (57 Wo.)US | Erstveröffentlichung: 17. Dezember 2013 Katy Perry feat. Juicy J                                    |
| 2014 | She Knows Non Fiction                       | — | — | — | UK28 Silber · (8 Wo.)UK | US19 Platin · (20 Wo.)US | Erstveröffentlichung: 16. September 2014 Ne-Yo feat. Juicy J                                        |
| 2014 | I Don’t Mind –                              | — | — | — | UK8 Platin · (16 Wo.)UK | US11 ×4Vierfachplatin · (23 Wo.)US | Erstveröffentlichung: 21. November 2014 Usher feat. Juicy J                                         |
| 2018 | Powerglide SR3MM                            | — | — | — | — | US28 ×3Dreifachplatin · (17 Wo.)US | Erstveröffentlichung: 1. März 2018 Rae Sremmurd feat. Juicy J                                       |
| 2018 | You Can Cry –                               | — | — | — | UK91 (1 Wo.)UK | — | Erstveröffentlichung: 4. Mai 2018 Marshmello feat. Juicy J & James Arthur                           |
| Folgende Lieder erschienen nicht als Single, wurden aber durch das Album zum Download und Streaming bereitgestellt und konnten somit eine Platzierung erlangen: |                                             | | | | | | |
| |                                             | | | | | | |
| 2022 | Thinking with My Dick Stranger Than Fiction | — | — | — | — | US37 Platin · (1 Wo.)US | Charteinstieg: 26. März 2022 Kevin Gates feat. Juicy J                                              |

Weitere Gastbeiträge:
- 2014: Multiply (A$AP Rocky feat. Juicy J, US: Gold)
- 2016: Yamborghini High (A$AP Mob feat. Juicy J, US: Platin)

## Auszeichnungen für Musikverkäufe
| Goldene Schallplatte - Australien - 2019: für die Single Powerglide - Belgien - 2014: für die Single Dark Horse - Brasilien - 2021: für die Single You Can Cry - 2024: für die Single She Knows - Dänemark - 2013: für das Streaming Lolly - 2016: für die Single I Don’t Mind - Neuseeland - 2019: für die Single Powerglide - 2019: für die Single Yamborghini High - Polen - 2023: für die Single Yamborghini High - Portugal - 2022: für die Single Dark Horse - Schweden - 2015: für die Single 23 - Vereinigte Staaten - 2021: für das Lied Woosah - 2024: für das Lied KK | Platin-Schallplatte - Australien - 2018: für die Single I Don’t Mind - Brasilien - 2024: für die Single Powerglide - 2024: für die Single Lolly - Kanada - 2018: für die Single Powerglide - 2020: für die Single Yamborghini High - Neuseeland - 2019: für die Single I Don’t Mind - Spanien - 2014: für das Streaming Dark Horse 2× Platin-Schallplatte - Dänemark - 2014: für das Streaming Dark Horse - Mexiko - 2015: für die Single Dark Horse - Spanien - 2024: für die Single Dark Horse | 3× Platin-Schallplatte - Brasilien - 2024: für die Single 23 - Italien - 2014: für die Single Dark Horse 4× Platin-Schallplatte - Neuseeland - 2016: für die Single Dark Horse - Schweden - 2014: für die Single Dark Horse 5× Platin-Schallplatte - Norwegen - 2021: für die Single Dark Horse 13× Platin-Schallplatte - Australien - 2025: für die Single Dark Horse Diamantene Schallplatte - Kanada - 2023: für die Single Dark Horse 8× Diamantene Schallplatte - Brasilien - 2024: für die Single Dark Horse |

Anmerkung: Auszeichnungen in Ländern aus den Charttabellen bzw. Chartboxen sind in ebendiesen zu finden.
| Land/RegionAuszeichnungen für Musikverkäufe (Land/Region, Auszeichnungen, Verkäufe, Quellen) | Silber     | Gold       | Platin       | Diamant       | Verkäufe   | Quellen                           |
| -------------------------------------------------------------------------------------------- | ---------- | ---------- | ------------ | ------------- | ---------- | --------------------------------- |
| Australien (ARIA)                                                                            | —          | Gold1      | 14× Platin14 | —             | 1.015.000  | aria.com.au                       |
| Belgien (BRMA)                                                                               | —          | Gold1      | —            | —             | 15.000     | ultratop.be                       |
| Brasilien (PMB)                                                                              | —          | 2× Gold2   | 5× Platin5   | 8× Diamant8   | 2.330.000  | pro-musicabr.org.br               |
| Dänemark (IFPI)                                                                              | —          | 2× Gold2   | 2× Platin2   | —             | 30.000     | ifpi.dk                           |
| Deutschland (BVMI)                                                                           | —          | 2× Gold2   | Platin1      | —             | 750.000    | musikindustrie.de                 |
| Frankreich (SNEP)                                                                            | —          | —          | —            | —             | 75.000     | chartsinfrance.net                |
| Italien (FIMI)                                                                               | —          | —          | 3× Platin3   | —             | 90.000     | fimi.it                           |
| Kanada (MC)                                                                                  | —          | —          | 2× Platin2   | Diamant1      | 960.000    | musiccanada.com                   |
| Mexiko (AMPROFON)                                                                            | —          | —          | 2× Platin2   | —             | 120.000    | amprofon.com.mx                   |
| Neuseeland (RMNZ)                                                                            | —          | 2× Gold2   | 5× Platin5   | —             | 120.000    | radioscope.co.nz                  |
| Norwegen (IFPI)                                                                              | —          | —          | 5× Platin5   | —             | 300.000    | ifpi.no                           |
| Österreich (IFPI)                                                                            | —          | —          | 2× Platin2   | —             | 60.000     | ifpi.at                           |
| Polen (ZPAV)                                                                                 | —          | Gold1      | —            | —             | 25.000     | olis.pl                           |
| Portugal (AFP)                                                                               | —          | Gold1      | —            | —             | 5.000      | Einzelnachweise                   |
| Schweden (IFPI)                                                                              | —          | Gold1      | 4× Platin4   | —             | 180.000    | sverigetopplistan.se              |
| Spanien (Promusicae)                                                                         | —          | —          | 3× Platin3   | —             | 120.000    | elportaldemusica.es promusicae.es |
| Vereinigte Staaten (RIAA)                                                                    | —          | 4× Gold4   | 18× Platin18 | Diamant1      | 30.000.000 | riaa.com                          |
| Vereinigtes Königreich (BPI)                                                                 | 2× Silber2 | —          | 4× Platin4   | —             | 2.800.000  | bpi.co.uk                         |
| Insgesamt                                                                                    | 2× Silber2 | 17× Gold17 | 70× Platin70 | 10× Diamant10 |            |                                   |

## Filmografie
- 2015: Empire als er selbst (Staffel 1, Folge 12)

## Auszeichnungen
- 2006: Academy Award für das Lied It’s Hard out Here for a Pimp in der Kategorie „Music (Song)“.[7]